# Tita Merello
Laura Ana Merello, meglio conosciuta come Tita Merello, (Buenos Aires, 11 ottobre 1904 – Buenos Aires, 24 dicembre 2002), è stata un'attrice cinematografica, cantante e ballerina argentina.
Partecipò a quasi 45 film tra il 1930 e il 1985.

## Filmografia

### Cinema
- La garra porteña, regia di Juan Glize (1918)
- Buenos Aires tenebroso, regia di Juan Glize (1918)
- ¡Tango!, regia di Luis Moglia Barth (1933)
- Idolos de la radio, regia di Eduardo Morera (1934)
- Noches de Buenos Aires, regia di Manuel Romero (1935)
- Así es el tango, regia di Eduardo Morera (1937)
- La fuga, regia di Luis Saslavsky (1937)
- Ceniza al viento, regia di Luis Saslavsky (1942)
- P'al otro lado, regia di José Bohr (1942)
- Cinque volti di donna (Cinco rostros de mujer), regia di Gilberto Martínez Solares (1947)
- Don Juan Tenorio, regia di Luis César Amadori (1949)
- Morir en su ley, regia di Manuel Romero (1949)
- Filomena Marturano, regia di Luis Mottura (1950)
- Arrabalera, regia di Tulio Demicheli (1950)
- Los isleros, regia di Lucas Demare (1951)
- Vivir un instante, regia di Tulio Demicheli (1951)
- Pasó en mi barrio, regia di Mario Soffici (1951)
- Le traviate (Deshonra), regia di Daniel Tinayre (1952)
- Guacho, regia di Lucas Demare (1954)
- Mercado de abasto, regia di Lucas Demare (1955)
- Para vestir santos, regia di Leopoldo Torre Nilsson (1955)
- El amor nunca muere, regia di Luis César Amadori (1955)
- La morocha, regia di Ralph Pappier (1958)
- Amorina, regia di Hugo del Carril (1961)
- Rivolta al braccio della morte (Los evadidos), regia di Enrique Carreras (1964)
- Los hipócritas, regia di Enrique Carreras (1965)
- Ritmo nuevo y vieja ola, regia di Enrique Carreras (1965)
- La industria del matrimonio, regia di Fernando Ayala, Enrique Carreras e Luis Saslavsky (1965) - (episodio "Correo sentimental")
- ¡Esto es alegría!, regia di Enrique Carreras (1967)
- El andador, regia di Enrique Carreras (1967)
- ¡Viva la vida!, regia di Enrique Carreras (1969)
- La madre María, regia di Lucas Demare (1974)
- El canto cuenta su historia, regia di Fernando Ayala e Héctor Olivera (1976)
- Los miedos, regia di Alejandro Doria (1980)
- Las barras bravas, regia di Enrique Carreras (1985)

### Televisione
- Acacia Montero - serie TV, 14 episodi (1964)
- Dale, Loly! - serie TV, 19 episodi (1993)